# Effie (Minnesota)
Effie – miasto w Stanach Zjednoczonych, w stanie Minnesota, w hrabstwie Itasca.